# The Sounds of Our Time
The Sounds of Our Time: The Harlan County Album, Rare Singles and Previously Unreleased Masters är ett samlingsalbum av Jim Ford, utgivet på Bear Family Records 2007. Skivan består dels av albumet Harlan County, som ursprungligen utgavs 1969, dels av svåråtkomliga singlar och tidigare outgivet material.
Att singlarna samt det tidigare outgivna materialet kunde ges ut möjliggjordes tack vare den svenske journalisten L-P Anderson, som under 2006 besökte Ford i dennes hem i norra Kalifornien. Under deras möten fick Anderson tillgång till det låtstoff som utgör The Sounds of Our Time.
Flera spår på The Sound of Our Time har tidigare utgivits som singlar: "Linda Comes Running" och "Ramona" (båda 1967), "Hangin' from Your Lovin' Tree" (1968) och "Big Mouth USA" (1973).

## Låtlista
Där inte annat anges är låtarna skrivna av Jim Ford.
1. "Harlan County" - 3:27
2. "I'm Gonna Make Her Love Me" - 3:06
3. "Changing Colors" - 3:18 (Jordan)
4. "Dr. Handy's Dandy Candy" - 2:34
5. "Love on My Brain" - 3:15
6. "Long Road Ahead" - 2:54 (Bramlett, Bramlett, Radle)
7. "Under Construction" - 1:42
8. "Working My Way to L.A." - 2:44 (Ford, Vegas)
9. "Spoonful" - 2:45 (Dixon)
10. "To Make My Life Beautiful" - 2:57 (Harvey)
11. "Big Mouth USA" - 3:12
12. "36 Inches High" - 1:53
13. "Sounds of Our Time" - 3:47
14. "Chain Gang" - 4:21
15. "I Wonder What They'll Do With Today" - 3:45
16. "Go Through Sunday" - 4:27
17. "She Turns My Radio on" - 3:20
18. "Mixed Green" - 3:26
19. "Happy Songs Sell Records, Sad Songs Sell Beer" - 2:53
20. "It Takes Two (to Make One)" - 2:07
21. "Big Mouth USA" (upptempoversion) - 2:32
22. "Rising Sign" - 3:40
23. "Linda Comes Runnin" - 2:23
24. "Ramona" - 2:29
25. "Hanging from Your Lovin' Tree" - 2:58

## Mottagande
Allmusic.com rosade skivan och gav betyget 4,5/5. Vidare skrev man att "hopefully this exceptional reissue will finally give him the credit he deserves."
I Sverige gav Göteborgs-Posten skivan högsta betyg. Även Nerikes Allehanda lovordade albumet och gav det 4/5.